# Mika Salo
Mika Juhani Salo (Helsínquia, 30 de novembro de 1966) é um piloto de automobilismo da Finlândia. Ficou na Fórmula 1 de 1994 a 2002, sem nenhuma vitória. Atualmente compete em categorias inferiores, e também é o comentarista oficial de Fórmula 1 na Finlândia.

## Início de carreira

### Fórmulas 3 e japonesa
Em 1989, Salo competiu no Campeonato Britânico de Fórmula 3, pela Alan Docking Racing. Ele correu com um Reynard-Toyota, que não era o melhor conjunto do grid. Permaneceu na equipe para 1990 e seu carro passa a ter um competitivo chassis Ralt, ele correu contra o seu conterrâneo (e rival) Mika Häkkinen na F-3, terminando em segundo lugar. No mesmo ano, Salo foi pego dirigindo bêbado, e posteriormente, a chance de obter uma superlicença da FIA para competir na Fórmula 1 foi impugnada. Ele, então, foi para o Japão, em uma tentativa de relançar a sua carreira.

## Fórmula 1

### 1994: Lotus
Após ter seu pedido de superlicença negado por dirigir embriagado em 1990, Salo estreou na Fórmula 1 em 1994 pela equipe Team Lotus, que estava em uma séria dificuldade financeira. Em seu primeiro GP, no Japão, ele terminou em 10º lugar, a uma volta do vencedor, o inglês Damon Hill da Williams e suplantou o companheiro de equipe, o italiano Alessandro Zanardi. Terminou em 32º lugar entre todos os pilotos, sem nenhum ponto marcado. Na última corrida, na Austrália, abandou a prova com problemas elétricos, encerrando o ciclo da tradicional equipe inglesa, que fechou o ano zerada.

### 1995-1997: Tyrrell

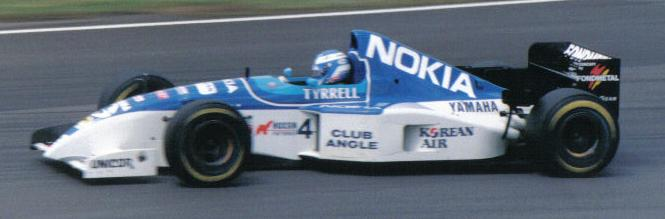
Salo na Fórmula 1 em 1995.

Salo voltou para a F-1 defendendo as cores da Tyrrell - outra equipe tradicional em crise - em 1995. Teve como companheiro de time o japonês Ukyo Katayama. Nesse período, o finlandês sempre superou o nipônico. Com cinco quintos lugares nos GPs: Itália e Austrália em 1995, Brasil e Mônaco em 1996 e Mônaco em 1997 (última vez que um piloto pontuou para a equipe britânica) foram seus melhores desempenhos na Tyrrell. Sua passagem na equipe inglesa durou de 1995 a 1997.

### 1998: Arrows
Após sair da Tyrrell, Mika Salo foi contratado pela Arrows, que perdia Damon Hill, contratado pela Jordan e mantinha o brasileiro Pedro Paulo Diniz. O finlandês teve como melhor desempenho um quarto lugar no GP de Mônaco. Salo terminou a temporada na décima quarta colocação.

## 1999: melhor fase

### BAR: substituindo Zonta
Encerrado seu contrato com a Arrows, Salo ficou sem emprego para 1999. Sua vaga na equipe inglesa foi ocupada por Tora Takagi (ex-Tyrrell), enquanto Pedro Paulo Diniz, que perdeu a vaga para o espanhol Pedro de la Rosa, foi para a Sauber. Entretanto, o finlandês não ficaria desempregado por muito tempo. Devido ao acidente que impediu Ricardo Zonta de competir no GP do Brasil, Salo substituiu o brasileiro em três corridas: (San Marino, Espanha e Mônaco).

### Ferrari: substituindo Schumi
Outro acidente deu uma nova oportunidade a Salo. Michael Schumacher havia fraturado a perna em Silverstone. O italiano Luca Badoer, titular da Minardi em 1999 e "eterno test-driver" da "Scuderia", não quis competir no lugar do alemão. Salo foi chamado para auxiliar Eddie Irvine na disputa pelo título, chegando a liderar o GP da Alemanha, mas, na metade da corrida, o piloto finlandês teve que entregar a vitória ao norte-irlandês para que este tivesse chance de ganhar o título. Salo terminou em 2º na corrida, seu primeiro e melhor podium na sua carreira na Fórmula 1. Seu segundo e último podium foi o 3º lugar no GP da Itália. Sua última corrida pela equipe italiana foi no GP da Europa, em Nürburgring já que o piloto alemão já tinha condições físicas de voltar a pilotar as duas últimas do campeonato. Mika Salo terminou em 10º lugar, sua melhor classificação em toda a carreira na categoria.

### 2000: Sauber

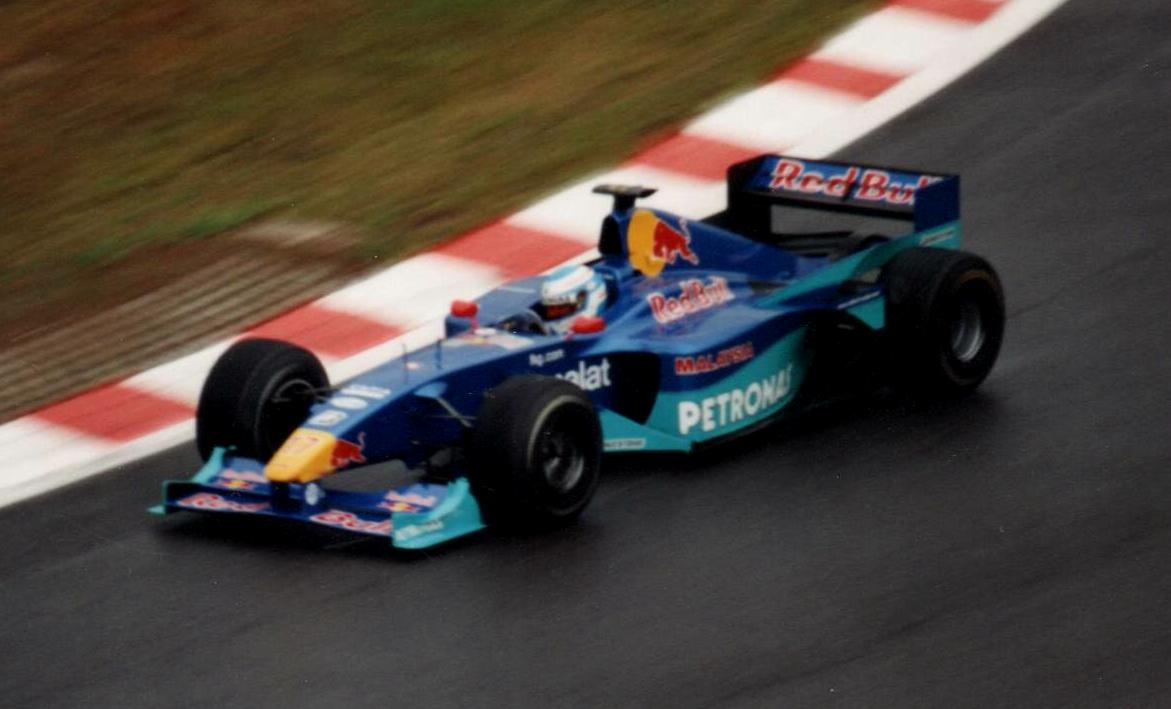
Salo na Sauber em 2000.

O bom desempenho fez Salo retornar definitivamente à F-1 com um contrato para disputar a temporada de 2000 pela equipe Sauber, e seu companheiro era novamente Pedro Paulo Diniz. No final, ele ficou em 11º lugar.

### 2001-2002: Toyota
Os últimos anos de Salo na F-1 foram na equipe Toyota, que estava nascendo. Fora da F-1 em 2001, foi o piloto de testes da equipe, e retornou para disputar seu último campeonato em 2002. Esta temporada foi uma desilusão, e o finlandês, aos 35 anos, fez apenas dois pontos, os primeiros da Toyota, que terminou em último lugar, atrás até mesmo da Minardi. Depois, a Toyota anunciou que não contaria com o veterano finlandês para a sua segunda temporada. Esta foi a gota de água para Mika Salo.

## Todos os Resultados de Mika Salo na Fórmula 1
| Ano  | Nome Oficial da Equipe    | Chassis      | Motor                  | 1         | 2         | 3         | 4         | 5         | 6         | 7         | 8         | 9         | 10        | 11        | 12        | 13        | 14        | 15        | 16        | 17        | Pontos | Posição  |
| ---- | ------------------------- | ------------ | ---------------------- | --------- | --------- | --------- | --------- | --------- | --------- | --------- | --------- | --------- | --------- | --------- | --------- | --------- | --------- | --------- | --------- | --------- | ------ | -------- |
| 1994 | Team Lotus                | Lotus 109    | Mugen-Honda MF-351 V10 |           |           |           |           |           |           |           |           |           |           |           |           |           |           | JAP 10º G | AUS Ret G |           | 0      | NC (32º) |
| 1995 | Nokia Tyrrell Yamaha      | Tyrrell 023  | Yamaha OX10C V10       | BRA 7º G  | ARG Ret G | SMR Ret G | ESP 10º G | MON Ret G | CAN 7º G  | FRA 15º G | GBR 8º G  | ALE Ret G | HUN Ret G | BEL 8º G  | ITA 5º G  | POR 13º G | EUR 10º G | PAC 12º G | JAP 6º G  | AUS 5º G  | 5      | 15º      |
| 1996 | Tyrrell Yamaha            | Tyrrell 024  | Yamaha OX11A V10       | AUS 6º G  | BRA 5º G  | ARG Ret G | EUR DSQ G | SMR Ret G | MON 5º G  | ESP DSQ G | CAN Ret G | FRA 10º G | GBR 7º G  | ALE 9º G  | HUN Ret G | BEL 7º G  | ITA Ret G | POR 11º G | JAP Ret G |           | 5      | 13º      |
| 1997 | PIAA Tyrrell              | Tyrrell 025  | Ford ED4 V8            | AUS Ret G | BRA 13º G | ARG 8º G  | SMR 9º G  | MON 5º G  | ESP Ret G | CAN Ret G | FRA Ret G | GBR Ret G | ALE Ret G | HUN 13º G | BEL 11º G | ITA Ret G | AUT Ret G | LUX 10º G | JAP Ret G | EUR 12º G | 2      | 17º      |
| 1998 | Danka Zepter Arrows       | Arrows A19   | Arrows T2-F1 V10       | AUS Ret B | BRA Ret B | ARG Ret B | SMR 9º B  | ESP Ret B | MON 4º B  | CAN Ret B | FRA 13º B | GBR Ret B | AUT Ret B | ALE 14º B | HUN Ret B | BEL DNS B | ITA Ret B | LUX 14º B | JAP Ret B |           | 3      | 13º      |
| 1999 | British American Racing   | BAR 01       | Supertec FB01 V10      |           |           | SMR 7º B  | MON Ret B | ESP 8º B  |           |           |           |           |           |           |           |           |           |           |           |           | 10     | 10º      |
| 1999 | Scuderia Ferrari Marlboro | Ferrari F399 | Ferrari 048 V10        |           |           |           |           |           |           |           |           | AUT 9º B  | ALE 2º B  | HUN 12º B | BEL 7º B  | ITA 3º B  | EUR Ret B |           |           |           | 10     | 10º      |
| 2000 | Red Bull Sauber Petronas  | Sauber C19   | Petronas SPE-04A V10   | AUS DSQ B | BRA DNS B | SMR 6º B  | GBR 8º B  | ESP 7º B  | EUR Ret B | MON 5º B  | CAN Ret B | FRA 10º B | AUT 6º B  | ALE 5º B  | HUN 10º B | BEL 9º B  | ITA 7º B  | EUA Ret B | JAP 10º B | MAL 8º B  | 6      | 11º      |
| 2002 | Panasonic Toyota Racing   | Toyota TF102 | Toyota RVX-02 V10      | AUS 6º M  | MAL 12º M | BRA 6º M  | SMR Ret M | ESP 9º M  | AUT 8º M  | MON Ret M | CAN Ret M | EUR Ret M | GBR Ret M | FRA Ret M | ALE 9º M  | HUN 15º M | BEL 7º M  | ITA 11º M | EUA 14º M | JAP 8º M  | 2      | 17º      |

## Champ Car
| Ano  | Equipe    | Chassis | Motor | 1   | 2   | 3   | 4   | 5   | 6   | 7   | 8   | 9   | 10  | 11  | 12  | 13  | 14  | 15       | 16      | 17      | 18       | 19  | Pontos | Posição |
| ---- | --------- | ------- | ----- | --- | --- | --- | --- | --- | --- | --- | --- | --- | --- | --- | --- | --- | --- | -------- | ------- | ------- | -------- | --- | ------ | ------- |
| 2003 | PK Racing | Lola    | Ford  | STP | MTY | LBH | BRH | LAU | MIL | LAG | POR | CLE | TOR | VAN | ROA | MDO | MTL | DEN 14 B | MIA 3 B | MEX 5 B | SRF 11 B | FON | 26     | 16º     |

### 24 Horas de Le Mans[1]
| Ano  | Classe | N# | Equipe                      | Co-Pilotos                      | Chassis          | Motor                  | Pneus | Largada | Final                                          | Clas. Pos                                      | Voltas                                         |
| ---- | ------ | -- | --------------------------- | ------------------------------- | ---------------- | ---------------------- | ----- | ------- | ---------------------------------------------- | ---------------------------------------------- | ---------------------------------------------- |
| 2003 | LMP900 | 10 | Audi Sport Arena Motorsport | Frank Biela Perry McCarthy      | Audi R8          | Audi 3.6L Turbo V8     | M     | 3ª      | DNF 46º                                        | DNF                                            | 28                                             |
| 2007 | GT2    | 97 | Risi Competizione           | Johnny Mowlem Jaime Melo        | Ferrari F430 GT2 | Ferrari F136 4.0L V8   | M     | 41ª     | DNF 37º                                        | DNF                                            | 223                                            |
| 2008 | GT2    | 82 | Risi Competizione           | Gianmaria Bruni Jaime Melo      | Ferrari F430 GT2 | Ferrari 4.0 L V8       | M     | 49ª     | 19º                                            | 1º                                             | 326                                            |
| 2009 | GT2    | 82 | Risi Competizione           | Jaime Melo Pierre Kaffer        | Ferrari F430 GT2 | Ferrari 4.0 L V8       | M     | 40ª     | 18º                                            | 1º                                             | 329                                            |
| 2010 | GT2    | 96 | AF Corse SRL                | Luís Pérez Companc Matías Russo | Ferrari F430 GT2 | Ferrari 4.0 L V8       | M     | 46ª     | Não Largou Acidente nos testes na quarta-feira | Não Largou Acidente nos testes na quarta-feira | Não Largou Acidente nos testes na quarta-feira |
| 2014 | LMP2   | 27 | SMP Racing                  | Sergey Zlobin Anton Ladygin     | Oreca 03R        | Nissan VK45DE 4.5 L V8 | M     | 22ª     | 37º                                            | 12º                                            | 295                                            |

## 2003: Champ Car
Após abandonar a Fórmula 1, Salo continuou correndo em outras categorias, inclusive a extinta Champ Car, onde correu pela PKV Racing, conquistando um pódio, em Miami. Depois disso, deixou definitivamente as categorias de monopostos.

## Vida pessoal
Atualmente, Mika Salo reside em Mônaco, com sua esposa japonesa Noriko Salo, e seus dois filhos. Seu afilhado Jesse Krohn concorre na Fórmula Renault, tanto na Escandinávia quanto no Reino Unido.
Como seus compatriotas Keke Rosberg e J.J. Lehto, Salo tem atuado como comentarista de F-1 em seu país. Durante o polêmico GP dos EUA de 2005, marcado pela "guerra dos pneus", ele saiu da cabine.
Homenageando seu amigo, Roland Ratzenberger, falecido em Ímola 1994, batizou seu filho com o nome de Max Yuki Roland.